# جنسیس ۲.۰
جنسیس ۲٫۰ (انگلیسی: Genesis 2.0) یک فیلم در ژانر مستند به کارگردانی کریستین فرای است که در سال ۲۰۱۸ منتشر شد.